# Дело Стивена Даунинга

Венди Сьюэлл

Дело Стивена Даунинга — длительный судебный казус, произошедший в Великобритании и продолжавшийся 27 лет. Молодой парень был обвинен в убийстве 34-летней секретарши Уэнди Сьюэлл и осуждён на основании лишь косвенных улик. Его невиновность была доказана лишь много лет спустя. Случай считается самой длинной судебной ошибкой в британской юридической истории, привлёкшей к себе внимание множества СМИ.

## Фабула
12 сентября 1973 года 34-летняя секретарша Уэнди Сьюэлл пришла на кладбище Бэйквелл. Свидетель, Чарльз Кармен, сказал, что она пришла туда приблизительно в 12:50. Она была убита киркой, её штаны и части её лифчика были разорваны, также она была изнасилована. В убийстве стали подозревать 17-летнего дворника кладбища Стивена Даунинга. Он сказал, что увидел тело, нагнулся над ним, но испачкался в крови. Именно на том факте, что на его одежде обнаружили кровь, и было основано обвинение. В полицейском участке Даунинга допрашивали 9 часов без присутствия адвоката, и он подписал признание.
В сентябре 1974 года в Ноттингемском суде Короны прошёл суд над Даунингом. Он не признал себя виновным. Присяжные единогласно признали подсудимого виновным в изнасиловании и убийстве Уэнди Сьюэлл. Суд приговорил его к пожизненному заключению, без права на освобождение в течение первых 10 лет. Судмедэксперт Норман Ли дал показания на суде, что кровь, найденная на Даунинге, могла там появиться, только если он был виновным в нападении.
Полной стенограммы не существует, но известно, что во время оглашения вердикта судья обратил внимание на признание Даунинга (позже тот стал отрицать, что сделал эти признания). Члены жюри присяжных единогласно признали Даунинга виновным.

## Последующие события
Впоследствии появилась свидетельница, которая заявила, что видела Уэнди живой и невредимой, когда Даунинг покидал кладбище. 25 октября 1974 года апелляционный суд решил, что показания свидетельницы не надёжны, поскольку прямой видимости мешали растущие деревья, а потому нельзя было утверждать, что тот, кто шёл к часовне, был именно тем, кого увидела свидетельница. Суд постановил, что достаточные основания для обжалования отсутствуют. Во время повторного расследования дербиширской полицией свидетельница сказала, что росшие деревья действительно могли помешать ей. Она также призналась, что была близорукой.
Даунинг не признавал себя виновным, и его родственники вели бурную кампанию по отмене приговора. Они собирали подписи, писали письма в газеты, пытались получить поддержку для повторного рассмотрения дела. В 1994 году они написали в местную газету, «Matlock Mercury». Редактор Дон Хейл также начал участвовать в кампании. Из-за этой кампании и постоянного отрицания Даунингом своей вины дело было передано для пересмотра в комиссию по уголовным делам в 1997 году. Дело пересмотрено в 2001 году.
В 2002 году апелляционный суд отменил приговор и освободил Даунинга, проведшего в тюрьме 27 лет.

## Повторное расследование
Дело было отправлено на доследование. Полиция объявила о наличии нескольких подозреваемых. Среди них:
1. Дэвид Сьюэлл — муж Уэнди Сьюэлл;
2. Сидни Уэлснем — предположительно должен был встретить Уэнди на кладбище;
3. Джордж Пирсон — местный житель, говоривший с Уэнди незадолго до убийства. В полицию было послано анонимное письмо, утверждающее, что Пирсон был на кладбище в момент убийства;
4. Джон Маршал — человек, от которого Уэнди родила ребёнка;
5. «Мистер Д» (имя не разглашено полицией) — человек, живший недалеко от кладбища и знавший Уэнди;
6. Фредерик Хоксуорт и Эрик Фокс — двое рабочих, которые присутствовали на кладбище в день убийства;
7. Чарльз Кармен — человек, видевший, как Уэнди зашла на кладбище;
8. «Мистер Н» (имя не разглашено полицией) — человек, предположительно имевший отношения с Уэнди, которые он отрицал;
9. Рэймонд Доунинг — водитель автобуса, на котором Уэнди приехала на кладбище.

Виновный в убийстве Уэнди Сьюэл так и не установлен.

## В массовой культуре
- Случай был использован в драме 2004 года «In Denial of Murder» на BBC, где Джейсон Уоткинс сыграл Даунинга, а Кэролайн Кэтц — Уэнди Сьюэлл[8].